# Leopold Figl
Leopold Figl (ur. 2 października 1902 w Rust, zm. 9 maja 1965 w Wiedniu) – austriacki polityk, kanclerz, p.o. prezydenta.

## Życiorys
Od 1927 był działaczem Związku Chłopskiego. W latach 1938–1945 był więziony w hitlerowskich obozach koncentracyjnych.
W 1945 był współzałożycielem Austriackiej Partii Ludowej (ÖVP), której w tym samym roku został przewodniczącym i na tym stanowisku pozostał do 1951. W okresie od 20 grudnia 1945 do 2 kwietnia 1953 był kanclerzem i po śmierci prezydenta Rennera od 31 grudnia 1950 do 21 czerwca 1951 pełnił obowiązki prezydenta. Od 26 listopada 1953 do 9 czerwca 1959 był ministrem spraw zagranicznych w rządach Raaba. Od 9 czerwca 1959 do 5 lutego 1962 był przewodniczącym Rady Narodowej.
Pochowany na Cmentarzu Centralnym w Wiedniu.